# Jan Kuglin
Jan Kuglin (16. června 1892, Bohumín – 21. září 1972, Vratislav) byl polský tiskař, vydavatel, bibliofil, historik tiskařství a překladatel z češtiny.
Po 2. světové válce se zasloužil o obnovu tiskařství na Dolním Slezsku. V letech 1958–1972 přednášel na Vratislavské univerzitě.